# Parvopalus
Parvopalus (що означає «маленький опал») — вимерлий рід однопрохідних ссавців із пізньокрейдяної (сеноманської) формації Гріман-Крік в Австралії. Рід містить один вид, P. clytiei.